# David Marshall (futebolista)
David Marshall (Glasgow, 5 de março de 1985) é um ex-futebolista escocês que atuava como goleiro.
Mede 1,88cm e pesa 82 kg.Atualmente joga no Hull City.